# Ecuación de Moens-Korteweg
En biomecánica, la ecuación de Moens-Korteweg modela la relación entre la velocidad de onda o velocidad de onda del pulso (PWV) y el módulo elástico incremental de la pared arterial o su distensibilidad. La ecuación fue derivada independientemente por Adriaan Isebree Moens y Diederik Korteweg. Se deriva de la segunda ley del movimiento de Newton, utilizando algunas suposiciones simplificadoras, y dice lo siguiente:
{\displaystyle PWV={\sqrt {\dfrac {E_{\text{inc}}\cdot h}{2r\rho }}}}
La ecuación de Moens-Korteweg establece que la PWV es proporcional a la raíz cuadrada del módulo de elasticidad incremental (“'E”'inc) de la pared del vaso, dada una relación constante entre el grosor de la pared, “'h”', el radio del vaso, “'r”', y la densidad de la sangre, ρ, suponiendo que la pared de la arteria es isotrópica y experimenta un cambio isovolumétrico con la presión del pulso.